# 宇宙欧斯默与鲭鱼那边的世界
《宇宙欧斯默与鲭鱼那边的世界》是美国Cyan公司开发的图形冒险游戏，1989年发行，对应Macintosh平台。游戏赢得1990年MacUser编辑推荐奖之“最佳娱乐程序”奖。